# Ганс Круус
Ганс Іоганнес Круус (ест. Hans Johannes Kruus; (нар. 22 жовтня 1891, Дерпт (нині Тарту), Ліфляндськая губернія — 30 червня 1976, Таллінн) — радянський і естонський історик, державний діяч, міністр закордонних справ Естонської РСР (1946—1950), член-кореспондент АН СРСР по Відділенню історії і філософії (1946), академік Академії наук Естонської РСР (1946). Фахівець з історії Естонії і Прибалтики XIII—XX століть.

## Життєпис
Народився в робітничій сім'ї. Закінчив Юр'ївський (Тартуський) університет (1923). Член ВКП (б) з 1940 року.
У 1917 році — один з організаторів партії естонських есерів, в 1920 Годда — Естонської незалежної соціалістичної партії. У 1931 році захистив докторську дисертацію "Селянський рух в Південній Естонії в 40-х рр. XIX ст. "
- 1931—1940 рр. — Професор Тартуського університету,
- 1940 рік — заступник прем'єр-міністра в уряді Вареса,
- 1940—1941 рр. і 1944 року — ректор і завідувач кафедрою історії СРСР Тартуського університету,
- 1944—1950 рр. — Міністр закордонних справ Естонської РСР,
- 1946—1950 рр. — Президент АН Естонської РСР. У 1950 р в ході боротьби з «буржуазним націоналізмом» в республіках Прибалтики був заарештований в Москві. У висновку до 1954 р АН СРСР відновлений розпорядженням Президії від 10 липня 1954 № 2-1301 в зв'язку з припиненням справи за відсутністю складу злочину.
- 1955—1958 рр. — Старший науковий співробітник Інституту історії АН СРСР
- з 1958 року — голова Комісії з дослідження рідного краю АН Естонської РСР.